# Corregimiento de Villarrica
La provincia de Villarrica o corregimiento de Villarrica era una división territorial del Imperio español dentro de la Capitanía General de Chile. 
Fue creada debido a la fundación de la ciudad de Santa María Magdalena de Villa Rica (1552). Estaba a cargo de un corregidor, quién presidía el Cabildo de la villa. Debido a la batalla de Curalaba, en 1603 la ciudad es abandonada y desaparece este corregimiento. 